# Miss Kazakhstan

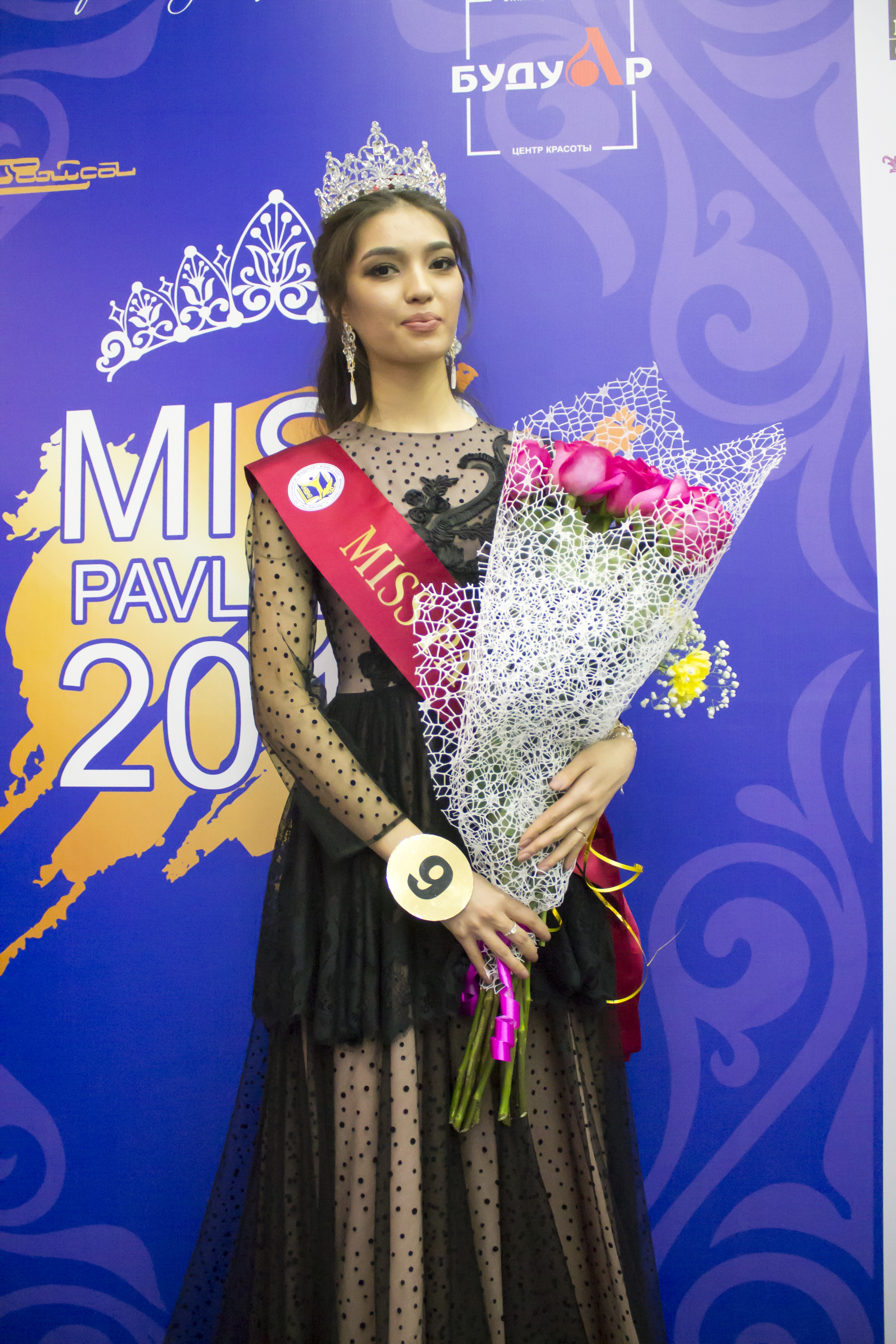
Madina Batyk - Miss Kazakhstan 2019

Miss Kazakhstan est un concours de beauté annuel tenu au Kazakhstan. 
Différentes jeunes femmes peuvent être représentantes du Kazakhstan aux concours de Miss Univers, Miss Monde, Miss Terre et Miss international.

## Gagnantes
| Année | Nom                     |
| ----- | ----------------------- |
| 1997  | Djamilia Bissembayeva   |
| 1998  | Dana Tolech             |
| 1999  | Assel Issabayeva        |
| 2000  | Margarita Kravtsova     |
| 2001  | Goulmira Makhambetova   |
| 2002  | Olga Sidorenko          |
| 2003  | Saoule Jounoussova      |
| 2004  | Alexandra Kazakova      |
| 2005  | Dina Nouraliyeva        |
| 2006  | Gaoukhar Rakhmetaliyeva |
| 2007  | Alfina Nassyrova        |
| 2008  | Olga Nikitina           |
| 2009  | Symbat Madyarova        |
| 2010  | Janna Joumaliyeva       |
| 2011  | Aynour Toleouova        |
| 2012  | Jazira Nourimbetova     |
| 2013  | Aïday Issaïeva          |
| 2014  | Regina Vandycheva       |
| 2015  | Aliya Merguenbayeva     |
| 2016  | Goulbanou Azimkhanova   |
| 2018  | Alfiya Yersayin         |
| 2019  | Madina Batyk            |
| 2021  | Nazerke Karmanova       |
| 2022  | Tomiris Kakimova        |
| 2023  | Sabina Idrissova        |
| 2024  | Bagym Baltabayeva       |

### Représentantes à Miss Universe
| Année | Nom                     | Classement |
| ----- | ----------------------- | ---------- |
| 2006  | Dina Nouraliyeva        |            |
| 2007  | Gaoukhar Rakhmetaliyeva |            |
| 2008  | Alfina Nassyrova        |            |
| 2010  | Asselina Koutchoukova   |            |
| 2011  | Valeriya Aleïnikova     |            |
| 2012  | Jazira Nourimbetova     |            |
| 2013  | Ayguerim Kojakanova     |            |
| 2014  | Aïday Issaïeva          |            |
| 2016  | Darina Kulsitova        |            |
| 2017  | Kamilla Asylova         |            |
| 2018  | Sabina Azimbayeva       |            |
| 2019  | Alfïya Ersayın          |            |
| 2020  | Kamila Serikbai         |            |
| 2021  | Aziza Tokashova         |            |
| 2023  | Tomiris Zair            |            |
| 2024  | Madina Almukhanova      |            |
| 2025  | Dana Almassova          |            |

### Représentantes à Miss World
| Année | Nom                   | Classement | Prix                        |
| ----- | --------------------- | ---------- | --------------------------- |
| 1998  | Anna Kirpota          |            |                             |
| 1999  | Assel' Issabayeva     |            |                             |
| 2000  | Margarita Kravtsova   | Top 5      | World Dress Designer Winner |
| 2002  | Olga Sidorenko        |            |                             |
| 2003  | Saoule Jounoussova    |            |                             |
| 2004  | Aleksandra Kazakova   |            |                             |
| 2006  | Sabina Tchoukayeva    |            |                             |
| 2007  | Dana Kaparova         |            |                             |
| 2008  | Alfina Nassyrova      | Top 15     |                             |
| 2009  | Dina Nouraliyeva      | Top 16     |                             |
| 2010  | Asselina Koutchoukova |            |                             |
| 2011  | Janna Joumaliyeva     | Top 15     | Top Model Winner            |
| 2012  | Yevgeniya Klichina    |            |                             |
| 2013  | Ainura Toleuova       |            |                             |
| 2015  | Regina Vandysheva     | Top 15     |                             |
| 2016  | Alia Mergenbaeva      |            |                             |
| 2017  | Gul'banu Azimkhan     | Top 40     |                             |
| 2018  | Ekaterina Dvoretskaya |            |                             |
| 2019  | Madina Batyk          |            |                             |
| 2023  | Tomiris Kakimova      |            |                             |
| 2024  | Sabina Idrissova      |            |                             |
| 2025  | Bagym Baltabayeva     |            |                             |

### Représentantes à Miss Earth
| Année | Nom                   | Classement                  | Prix                 |
| ----- | --------------------- | --------------------------- | -------------------- |
| 2001  | Margarita Kravtsova   | 2nd Runner-up or Miss Water | Best in Swimsuit     |
| 2007  | Jazira Nourkhodjaïeva |                             |                      |
| 2013  | Koumis Bazarbayeva    |                             |                      |
| 2014  | Assel Zholdassova     |                             |                      |
| 2019  | Altynay Assenova      |                             |                      |
| 2023  | Dilnaz Tilaeva        | Top 8                       | Best in Evening Gown |
| 2025  | Tomiris Kadyrkhan     |                             |                      |

### Représentantes à Miss International
| Année | Nom                   | Classement |
| ----- | --------------------- | ---------- |
| 2005  | Antontseva Segueïevna |            |

## Liens
- Miss Kazakhstan Official Website